# Lina El Arabi
Lina El Arabi (Choisy-le-Roi, 11 de agosto de 1995) es una actriz, cantante y violinista francesa de padres marroquíes.

## Biografía

### Infancia y estudios
Lina El Arabi nació el 11 de agosto de 1995, en Choisy-le-Roi, en la región de Isla de Francia, departamento de Valle del Marne, en el distrito de Créteil de padres marroquíes procedentes de la ciudad de Uchda.
A los seis años ingresó en el conservatorio de Choisy-le-Roi, luego continuó en el conservatorio de Vitry-sur-Seine y luego en el XIV Distrito de París, donde tomó clase de danza clásica y violín. También tomó lecciones de teatro a los 10 años, primero en Villejuif y luego en la escuela secundaria. A los 18 años, pasó las audiciones y se unió a la clase de Christian Croset en el Conservatoire de Bobigny, y en 2015 estudió en el conservatorio del XX Distrito de París en la clase de Pascal Parsat.
En 2013, después de obtener su bachillerato científico con distinción en el Lycée Georges Brassens de París, realizó un año de Matemáticas Aplicadas a las Ciencias Sociales (MASS) en la Universidad de Versailles Saint Quentin en Yvelines. Luego estudió periodismo en el Instituto Europeo de Periodismo de París.

### Carrera
En 2014, debutó en el cortometraje Sans les gants de Martin Razy, luego dos años más tarde en la película para televisión Ne m'abandonne pas de Xavier Durringer, donde interpretó el papel de una adolescente musulmana radicalizada. En 2017, consiguió el papel principal en la película belga Noces de Stephan Streker, donde interpretó el papel de Zahira Kazim una joven belga de origen paquistaní, obligada por su familia a casarse con un extranjero, la joven actriz ganó el Valois a la mejor actriz en el Festival de Cine Francófono de Angulema. Además la película fue nominada al César a la mejor película extranjera en 2018. Ese mismo año protagonizó el videoclip Queens del grupo francés The Blaze.
También en 2017, participó en el álbum Méditerranéennes de la cantante francesa Julie Zenatti donde canta cuatro canciones a dúo con distintos artistas. En 2019, El Arabi tuvo un papel recurrente en la serie de comedia Family Business, que fue distribuida internacionalmente por Netflix. Ese mismo año coprotagonizó la miniserie francesa Philharmonia para televisión, emitida por Film&Arts (una temporada, seis episodios) y creada por Marine Gacem, también autora del guion. Lina interpretó el papel de la joven violinista, Selena Riviere, quien gracias a la llegada de una nueva directora a la Filarmónica de París, asciende a primer violín. Al año siguiente, en 2020, coprotagonizó la película de comedia francesa Brutus vs César del director francés de origen iraní Manouchehr Tabib.
En 2024 protagonizó la serie de televisión francesa de acción dramática, producida y transmitida por Netflix, Furies, y la película de terror La Damnée, ópera prima del director Abel Danan, que también comparte la escritura del guion con Emma Lacoste.

## Filmografía

### Cine
| Año  | Título                 | Papel            | Notas        | Ref.   |
| ---- | ---------------------- | ---------------- | ------------ | ------ |
| 2014 | Sans les gants         | Samia            | Cortometraje |        |
| 2016 | Noces                  | Zahira Kazim     |              | [ 16 ] |
| 2017 | Eye on Juliet          | Ayusha           |              | [ 17 ] |
| 2019 | Deux minutes trente    | Nour             | Cortometraje |        |
| 2020 | Brutus vs César        | Albana           |              | [ 13 ] |
| 2021 | Les meilleures         | Nedjma           |              | [ 6 ]  |
| 2021 | The Malediction        | Yara             |              | [ 18 ] |
| 2022 | Divertimento           | Fettouma Ziouani |              | [ 19 ] |
| 2022 | Le gang des Bois du Te | Rebecca          |              |        |
| 2024 | La damnée              | Yara Ouazzani    |              | [ 15 ] |

### Televisión
| Año       | Título                          | Papel          | Notas                        | Ref.   |
| --------- | ------------------------------- | -------------- | ---------------------------- | ------ |
| 2012      | Parle tout bas si c'est d'amour | Charlotte      |                              |        |
| 2014      | La Déesse aux cent bras         | Malika         | Telefilme                    |        |
| 2016      | Ne m'abandonne pas              | Chama          | Telefilme                    |        |
| 2017      | Kaboul Kitchen                  | Pissenlit      | 12 episodios                 |        |
| 2018-2019 | Philharmonia                    | Selena Rivière | Miniserieː 6 episodios       | [ 12 ] |
| 2019-2021 | Family Business                 | Aïda Benkikir  | 7 episodios                  | [ 11 ] |
| 2024      | Furies                          | Lyna Guerrab   | Papel principal; 8 episodios |        |
| TBA       | Plaine orientale                | Inés           | Miniserie; 8 episodios       | [ 20 ] |

### Teatro
| Año       | Título                     | Autor                      | Director         | Papel                                 | Sede                                                                   | Ref.   |
| --------- | -------------------------- | -------------------------- | ---------------- | ------------------------------------- | ---------------------------------------------------------------------- | ------ |
| 2017-2018 | Mon ange                   | Henry Naylor               | Jérémie Lippmann | Papel principal: sola en el escenario | Festival Off d'Avignon, Théâtre du Chêne noir, Théâtre Tristan-Bernard | [ 21 ] |
| 2019      | La vida es sueño           | Pedro Calderón de la Barca | Christophe Lidon | Rosaura                               | Centre National de Création d'Orléans (CADO)                           | [ 22 ] |
| 2020-2021 | La casa de Bernarda Alba   | Federico García Lorca      | Yves Beaunesne   | Adela                                 |                                                                        |        |
| 2023      | Que por ti llore el Tigris | Émilienne Malfatto         | Alexandre Zeff   |                                       | Théâtre des Célestins y Théâtre de la Tempête                          |        |

## Premios y nominaciones
| Año  | Premio                                  | Categoría           | Papel                   | Resultado | Ref.   |
| ---- | --------------------------------------- | ------------------- | ----------------------- | --------- | ------ |
| 2014 | Festival Jean Carmet de Moulins         | Mejor joven promesa | Samie en Sans les gants | Nominada  |        |
| 2016 | Festival de Cine Francófono de Angulema | Mejor actriz        | Zahira Kazim en Noces   | Ganadora  | [ 23 ] |
| 2018 | Globes de Cristal                       | Mejor actriz        | Mon Ange                | Ganadora  |        |